# Altmünsterkirche (Mainz)

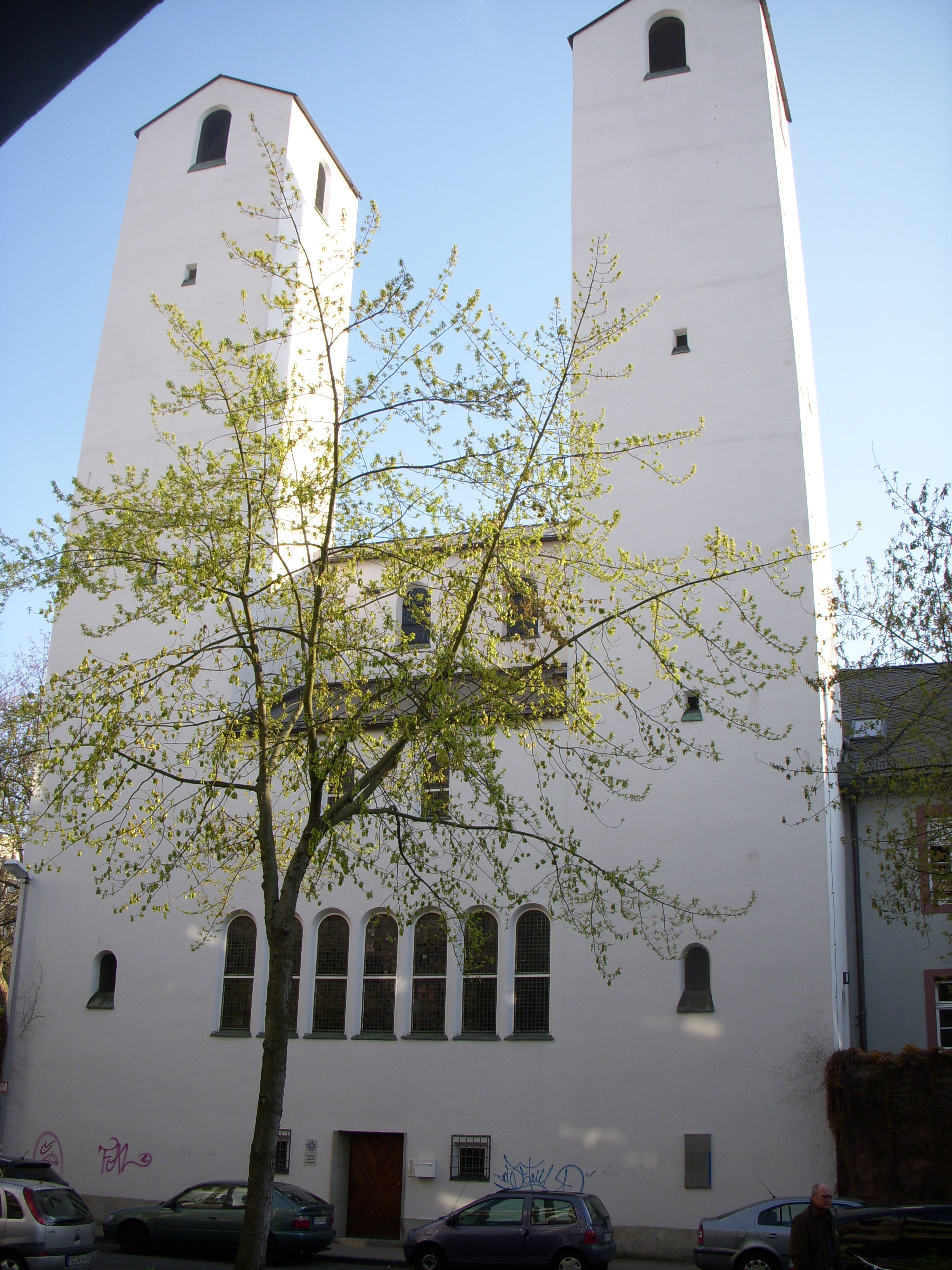
Altmünsterkirche, Mainz. Ansicht von der Münsterstraße, Front nach NNO

Die Altmünsterkirche in der Mainzer Altstadt ist eine evangelische Kirche, deren Ursprünge auf die bereits im 8. Jahrhundert gegründete Altmünsterabtei zurückgeht. Die Kirche wurde erstmals 1802 von dem französischen Präfekten Jeanbon St. André einer evangelischen Gemeinde zur Verfügung gestellt. Nachdem sie im Zweiten Weltkrieg zerstört worden war, wurde das Kirchengebäude Ende der 1950er Jahre neu aufgebaut und 1960 erneut geweiht. Die Altmünsterkirche ist heute neben der Christuskirche, der Pauluskirche und der Johanniskirche die vierte evangelische Kirche unter den Mainzer Innenstadtgemeinden. Sie wird durch die Mainzer Gemeinde der Armenischen Apostolischen Kirche mitgenutzt.

## Kirche der Altmünsterabtei
Nach der Verlegung der Altmünsterabtei in den Bereich der heutigen Münsterstraße wurde dort zwischen 1656 und 1662 die dazugehörende Kirche neu erbaut. Der Kapuzinerpater Matthias von Saarburg erbaute den sechsjochigen Saalbau im Stil des frühen Barock mit starken Wandpfeilern, ohne ausgeschiedenen Chor und mit zwei östlichen Fassadentürmen. Die Kirche zeichnete sich außerdem durch eine reiche Ausstattung aus, von der allerdings nur wenige Reste erhalten sind.

## Profanierung und Nutzung als evangelische Kirche
Nach der Säkularisation des Altmünsterklosters 1782 bestand die Kirche zwar weiter, wurde aber 1785 profaniert und unter anderem als chemisches Laboratorium und Entbindungsanstalt benutzt.

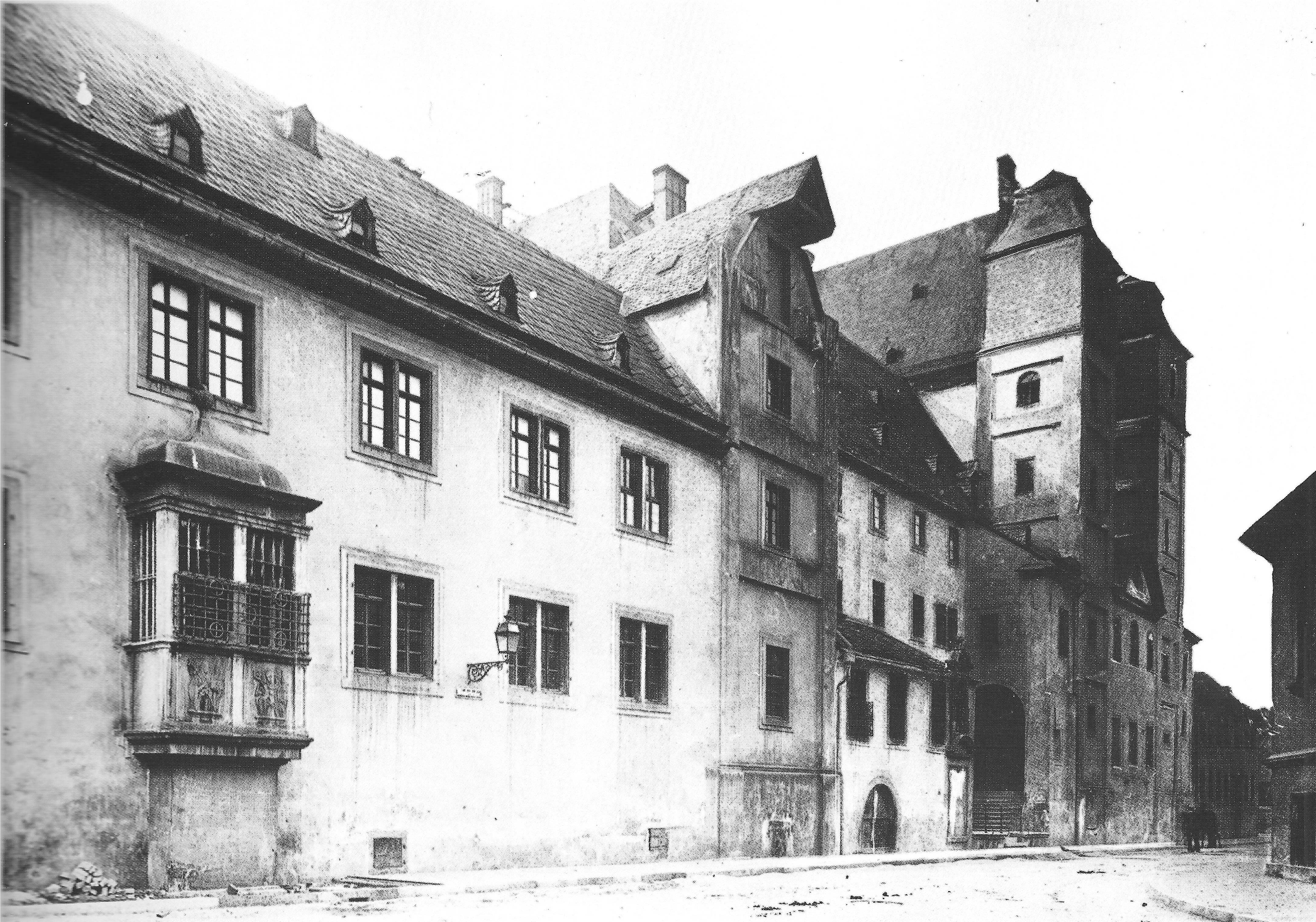
Altmünsterkirche 1891 vor dem Umbau

1802 übergab der französische Präfekt in Mainz, Jeanbon St. André, der neu gegründeten Unierten Evangelischen Gemeinde die Altmünsterkirche zur Nutzung. Dort bestand bereits während der schwedischen Besatzung im Dreißigjährigen Krieg eine evangelische Gemeinde. Auf Befehl Napoleons musste die Gemeinde die Kirche allerdings 1808 wieder räumen. Das Gebäude unterstand nun der französischen Militärverwaltung. Wiederum wurde die Kirche als Entbindungsanstalt und ab 1808 als Militärlazarett benutzt. Fast während des gesamten 19. Jahrhunderts wurde die Altmünsterkirche zweckentfremdet genutzt. Erst ab 1895 diente sie wieder für Gottesdienste, zuerst als evangelische Garnisonspredigtstätte und später, nach dem Ersten Weltkrieg als französisch-katholische Garnisonskirche (Eglise Ste. Jeanne d′Arc) für die französische Garnison in Mainz.
Kurz vor dem Ende der französischen Besatzungszeit im Jahre 1930 erwarb die Evangelische Kirchengemeinde 1929 die mittlerweile wieder in deutschem Besitz befindliche Kirche für 88.000 Reichsmark zurück. Die Altmünsterkirche wurde nach der Johannis- und der Christuskirche die dritte evangelische Stadtkirche. 1936 wurde die Altmünsterkirche erneut Garnisonskirche und war außerdem mit dem benachbarten Wartburgheim ein Zentrum der Deutschen Christen.

## Zerstörung und Wiederaufbau

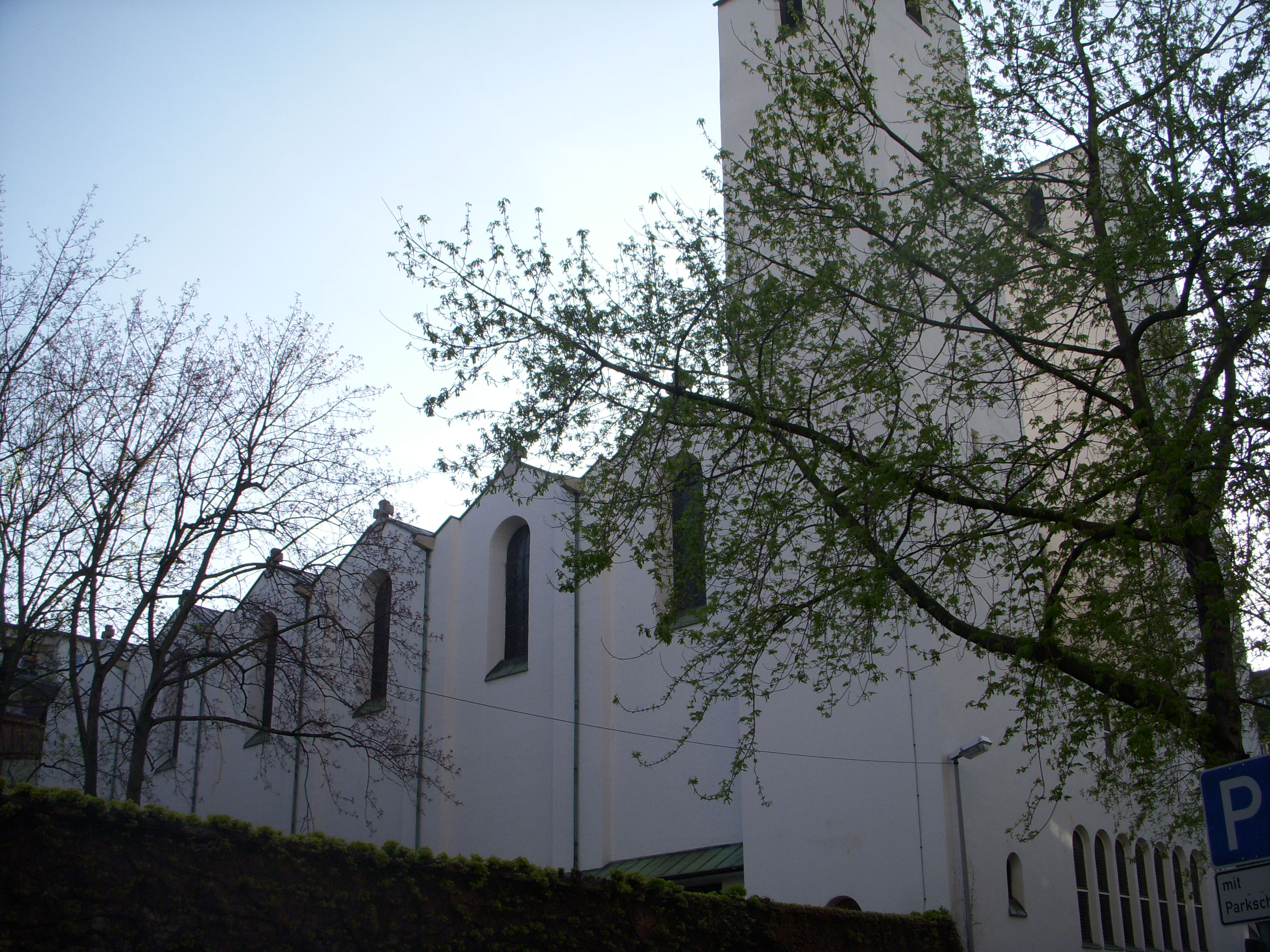
Altmünsterkirche, Mainz

Die Altmünsterkirche wurde 1944 im Zuge der Bombardierung der Stadt schwer beschädigt und brannte vollständig aus. Das Gemeindeleben kam daraufhin vollständig zum Erliegen. 1951 wurden erste Maßnahmen zu einem Wiederaufbau ergriffen. Von 1958 bis 1960 wurden Kirche und angrenzende Gebäude von dem Architekten und Baurat Heinrich Otto Vogel aus Trier wiederaufgebaut. Neben der Kirche wurden dabei ein Gemeindesaal sowie ein Kindergarten errichtet.

## Baubeschreibung
Bereits 1895 wurde die Altmünsterkirche umgebaut. Dabei wurden die vorhandenen frühbarocken Baustrukturen durch einen Ende des 19. Jahrhunderts typischen neuromanischen Stil ersetzt. Otto Vogel griff beim Wiederaufbau der Kirche den romanisierenden Baustil der baulichen Überreste der Altmünsterkirche aus dieser Zeit auf. Die Kirche weist ein kupferbedecktes Faltdach auf. Das äußere Mauerwerk ist weiß verputzt, das innere Mauerwerk aus roten Backsteinen ist unverputzt. Die ehemaligen barocken Wandpfeiler sind zu Lisenen umgewandelt.

## Orgeln
Die Gemeinde der Altmünsterkirche kooperiert eng mit der Hochschule für Musik in Mainz. Die Altmünsterkirche ist deshalb mit zwei Orgeln ausgestattet, die an den Wochentagen von Studierenden der Hochschule für Übungen genutzt werden können. Eine kleinere ältere Orgel steht neben dem Altar und der Kanzel. Diese ist in den 1960er Jahren als Chororgel aus der Christuskirche nach Altmünster gekommen.
Die große Orgel auf der Empore stammt von der Hochschule für Musik. Das Instrument wurde 1986 von der Orgelbaufirma Oberlinger erbaut, und 2008 in der Altmünsterkirche aufgestellt. Es hat 38 Register auf drei Manualen und Pedal. Die Spiel- und Registertrakturen sind mechanisch.
| II Positiv C–a3 |       |
| Bourdon         | 8′    |
| Quintadena      | 8′    |
| Rohrflöte       | 8′    |
| Prinzipal       | 4′    |
| Oktave          | 2′    |
| Oktave          | 1′    |
| Sesquialter II  | 2 ⁄3′ |
| Scharff IV      | 1′    |
| Cromorne        | 8′    |
| Tremulant       |       |

| II Hauptwerk C–a3 |       |
| Bourdon           | 16′   |
| Rohrflöte         | 8′    |
| Gambe             | 8′    |
| Prinzipal         | 8′    |
| Oktave            | 4′    |
| Superoktave       | 2′    |
| Mixtur V          | 1 ⁄3′ |
| Cornet V          | 8′    |
| Trompete          | 8′    |

| III Schwellwerk C–a3 |        |
| Prinzipal            | 8′     |
| Gedackt              | 8′     |
| Weidenpfeife         | 8′     |
| Voix célèste         | 8′     |
| Oktave               | 4′     |
| Flöte                | 4′     |
| Quinte               | 2 ⁄3′  |
| Waldflöte            | 2′     |
| Terz                 | 1 3⁄5′ |
| Mixtur V             | 2′     |
| Dulcian              | 16′    |
| Oboe                 | 8′     |
| Tremulant            |        |

| Pedalwerk C–f1  |       |
| Subbass         | 16′   |
| Prinzipalbass   | 8′    |
| Violinbass      | 8′    |
| Gemshorn        | 4′    |
| Pedal-Mixtur IV | 2 ⁄3′ |
| Fagott          | 16′   |
| Trompete        | 8′    |
| Clairon         | 4′    |